# Жигіль Микола Васильович
Микола Васильович Жигіль (також зустрічається написання Жигель, Джігіль; 1868 — ?) — селянин, заводський робітник, депутат Державної думи Російської імперії I скликання від Полтавської губернії.

## Життєпис
Народився 1868 року. Селянин села Луциківки Лебединського повіту Харківської губернії. Українець за походженням.
Освіту здобув у двокласному міністерському училищі, згодом — у школі графічних мистецтв у Миколаєві.
Служив майстром на заводах та крюківських майстернях Харківсько-Миколаївської залізниці.
14 квітня 1906 року обраний депутатом Державної думи Російської імперії I скликання від Полтавської губернії. Увійшов до Трудової групи. Під час роботи в думі підписав законопроєкт «Про громадянську рівність» та відозву 14 депутатів-робітників.
Доля після розпуску Державної думи в липні того ж року невідома.